# Frank Matano
Francesco Matano, detto Frank (Santa Maria Capua Vetere, 14 settembre 1989), è uno youtuber, comico e attore italiano con cittadinanza statunitense.

## Biografia
Nato da padre italiano e madre americana a Santa Maria Capua Vetere in provincia di Caserta in Campania, è cresciuto a Carinola ma dai 15 ai 18 anni ha vissuto negli Stati Uniti d'America, dove ha studiato lingue e si è diplomato alla Cranston High School East, nel Rhode Island. Tornato in Italia, a partire dal 2007, all'età di 18 anni, giunge al successo sul web grazie al suo canale YouTube lamentecontorta, costituito principalmente da video di scherzi telefonici per poi diventare nel 2010 il primo canale YouTube italiano ad aver raggiunto 100 000 iscritti. Frequenta per un breve periodo lingue all'Università degli Studi di Cassino e del Lazio Meridionale senza dare esami.
Nel 2009 arriva la prima esperienza televisiva, per il programma Le Iene e l'anno successivo conduce un programma su Sky, dedicato agli scherzi telefonici, chiamato Sky Scherzando? Nel 2011 partecipa al programma Ti lascio una canzone di Antonella Clerici, conducendo brevi interviste ai ragazzi del cast. Nel 2012 partecipa alla webserie Lost in Google con i The Jackal e nel settembre dello stesso anno partecipa al programma 2012 prima di morire in onda su La3, insieme a Jacopo Morini, per poi comparire nel video della canzone Ragazzo inadeguato di Max Pezzali.
Nel 2013 esordisce al cinema nel film Fuga di cervelli, diretto da Paolo Ruffini. Sempre nel 2013, ha creato un secondo canale su YouTube dedicato al mondo dei videogiochi di nome "FRANK MATANO Games". Nel 2014 prende parte a Tutto molto bello, anch'esso diretto da Paolo Ruffini.
Nel 2015 compare in televisione come inviato de Le Iene presentano: Scherzi a parte. Nello stesso anno torna al cinema e prende parte, assieme a Claudio Bisio, al film Ma che bella sorpresa, diretto da Alessandro Genovesi. Nello stesso periodo, inoltre, torna in televisione ricoprendo il ruolo di giudice a Italia's Got Talent. Nel maggio 2015 viene consacrato "Personaggio rivelazione dell'anno" al Premio regia televisiva 2015.
Nel 2016 conduce Le Iene, insieme con Ilary Blasi e Giampaolo Morelli nella puntata domenicale. Doppia poi il personaggio Duke Donnolesi di Zootropolis, dove collabora sempre con Paolo Ruffini che doppia il personaggio di Yax.
Dal novembre 2017 insieme con Claudio Bisio conduce The Comedians, in onda su TV8. Nel 2018 è protagonista del film Sono tornato, diretto da Luca Miniero.
Nella stagione 2018-2019 è entrato a far parte della formazione del Carinola, squadra di calcio della sua città natale che militava in Prima Categoria.
Nell'aprile 2021 partecipa come concorrente al comedy show di Prime Video LOL - Chi ride è fuori, rivestendo poi il ruolo di co-conduttore nelle tre successive edizioni.
Nel 2023 è sempre su Prime Video, ma nella serie comedy diretta da Eros Puglielli, Gigolò per caso, con Christian De Sica e Pietro Sermonti.

## Filmografia

### Attore

#### Cinema
- Fuga di cervelli, regia di Paolo Ruffini (2013)
- Tutto molto bello, regia di Paolo Ruffini (2014)
- Ma che bella sorpresa, regia di Alessandro Genovesi (2015)
- Sono tornato, regia di Luca Miniero (2018)
- Tonno spiaggiato, regia di Matteo Martinez (2018)
- Attenti al gorilla, regia di Luca Miniero (2019)
- Una notte da dottore, regia di Guido Chiesa (2021)

#### Televisione
- The Bad Guy – serie TV, episodio 1x05 (2022)
- Gigolò per caso – serie TV, 6 episodi (2023)

### Sceneggiatore
- Tonno spiaggiato, regia di Matteo Martinez (2018)

### Doppiatore
- Varie comparse in South Park (2013-)
- Duke Donnolesi in Zootropolis (2016), Zootropolis+ (2022)
- Darius in Sing 2 (2021)
- Stratosphere in Transformers - Il risveglio (2023)
- Donato ne Il Baracchino (2025)

## Programmi TV
- Le iene (Italia 1, 2009-2013, 2016, 2018)[15]
- Sky Scherzando? (Sky Uno, 2010)
- Ti lascio una canzone (Rai 1, 2011)
- 2012 prima di morire (La3, 2012)
- Scherzi da paura (La3, 2013)
- Web Show Awards (La3, 2013-2015)
- X-LOVE (Stand Up Comedy) (Italia 1, 2014)
- Le iene presentano: Scherzi a parte (Canale 5, 2015)
- Italia's Got Talent (Sky Uno, Cielo,  TV8, Disney+, dal 2015) – giudice
- Planet's Got Talent (Sky Uno, 2015)
- Tale e quale show (Rai 1, 2015) – giudice 4ª puntata
- Guess my age Special edition (TV8, 2018) – concorrente
- LOL - Chi ride è fuori (Prime Video,  2021-2024)[16]
- Game of Talents (TV8, 2021)
- Prova prova sa sa (Prime Video,  2022-2023) – conduttore
- La Corrida - 20ª Edizione (Nove, 2024) – capo popolo
- Ne vedremo delle belle (Rai 1, 2025) – giudice
- GialappaShow (TV8, 2025)

## Web

### Attore
- Apocalypse Gay, regia di Matteo Martinez (2012)
- Lost in Google, regia di Francesco Capaldo (2012)
- Vita tra coinquilini, regia di Matteo Martinez (2013-2015, 2017-2018)
- Mago Matano, regia di Matteo Martinez (2016)

### Sceneggiatore
- Apocalypse Gay, regia di Matteo Martinez (2012)
- Vita tra coinquilini, regia di Matteo Martinez (2013-2015, 2017-2018)
- Mago Matano, regia di Matteo Martinez (2016)

## Videoclip
- Ragazzo inadeguato - Max Pezzali (2013)
- Volare - Fabio Rovazzi (2017)
- Non avere paura - Tommaso Paradiso (2019)

## Teatro
- Franci (2020)